# Centaurea arifolia
Centaurea arifolia — вид рослин з роду волошка (Centaurea), з родини айстрових (Asteraceae).

## Опис рослини
Це дворічна рослина з потовщеним стрижневим коренем. Стебло прямовисне, 1–2 метри заввишки, з кількома квітковими головами на довгих майже голих гілках. Листки тонкі; прикореневі й нижні довгасті з від серцеподібної до стрілкуватої основи, на довгих ніжках; серединні й верхні, ланцетні. Кластер філаріїв (приквіток) 30–35 × 25–35 мм, майже кулястий; придатки великі, приховують базальні частини філаріїв, темно-коричневі. Квітки пурпурні. Сім'янки ≈ 5 мм; папуси 7–8 мм. Період цвітіння: червень.

## Середовище проживання
Поширений у південній Туреччині й північно-західній Сирії. Населяє ліси.